# Нікішенко Марина Сосланівна
Марина Сосланівна Нікішенко (до шлюбу Маргієва; нар. 28 червня 1986, Владикавказ, Республіка Північна Осетія, СРСР) — молдавська спортсменка з метання молота. Екс-рекордсментка своєї країни. Фіналістка Чемпіонатів Європи. Учасниця Чемпіонатів світу і Олімпійських ігор 2008 та 2012 років. Сестра іншої відомої спортсменки з метання молоту Заліни Маргієвої та Сергія Маргієва.
На час чемпіонату в Лондоні в крові Маргієвої та дискоболки Наталі Артик був знайдений заборонений препарат станозолол, який стимулює ріст м'язової тканини. Спортсменки були відсторонені від змагань. Після закінчення змагань Маргієва повідомила, що не приймала заборонених препаратів та готова оскаржити свою дискваліфікацію.